# Agrypnus gibberiphorus
Agrypnus gibberiphorus  (лат.) — вид жуков из семейства щелкуны (Elateridae). Эндемик Мадагаскара. Длина очень широкого сплющенного тела 11,7 мм, ширина 7,5 мм. Сходен по цвету и форме тела с видом Agrypnus gilberti. Основная окраска тёмно-коричневая и чёрно-коричневая; надкрылья по краям красно-коричневые; усики и ноги жёлто-коричневые. Пронотум расширен у задних углов. Диск пронотума с двумя выступами, расположенными в середине задней трети сегмента. От других видов своего рода отличаются опушением и необычной укороченной и широкой формой тела.
Вид Agrypnus gilberti был впервые описан в 2003 году украинским энтомологом Владимиром Гдальевичем Долиным (1932—2004; Институт зоологии им. И. И. Шмальгаузена НАН Украины, Киев, Украина) и французским колеоптерологом Ц. Жиро (C. Girard, Франция). Морфологически близок к виду Agrypnus gilberti.